# Dugesia andamanensis
Dugesia andamanensis is een platworm (Platyhelminthes). De worm is tweeslachtig. De soort leeft in of nabij zoet water.
Het geslacht Dugesia, waarin de platworm wordt geplaatst, wordt tot de familie Dugesiidae gerekend. De wetenschappelijke naam van de soort werd, als Planaria andamanensis, voor het eerst geldig gepubliceerd in 1925 door Kaburaki.